# Amor salvaje (película)
Amor salvaje es una película musical mexicana de 1950 producida, escrita y dirigida por Juan Orol, y protagonizada por Rosa Carmina y Víctor Junco. 

## Argumento
Alma Luz (Rosa Carmina) deja Panamá para irse a vivir su tía Antonia (Dalia Iñiguez) y con Manuel (Víctor Junco), su esposo. Allí conoce a Julio (José Pulído), que trata de enamorarla, pero ella le rechaza porque está enamorada de Manuel. Julio, al enterarse de la relación entre ella y su tío, se enfrenta con Manuel y muere de un golpe.

## Reparto
- Rosa Carmina ... Alama Luz
- Víctor Junco... Manuel
- Dalia Iñiguez ... Antonia
- José Pulído ... Julio
- Wolf Rubinsky ... Hombre golpeado
- Juanita Riverón

## Comentarios
Sobre esta película, su protagonista, Rosa Carmina reveló: Esta cinta es con Víctor Junco y Dalia Iñiguez. Tiene un argumento muy fuerte, con algo como de La malquerida. Un amor insano entre la sobrina y el esposo de la tía. Para esa época era fuerte, ahora nos morimos de la risa. El argumento era de José G. Cruz. Filmamos mucho con José G. Cruz; él es una persona que tiene el don de llegarle a la gente, al público. Tiene esa varita mágica para saber que es lo que gusta y que es lo que no gusta. Sus argumentos para historietas son clásicos de la cultura popular.
En esta cinta Rosa Carmina baila un Joropo que le compusieron: 
"Me voy pa' La Habana y no vuelvo más, que el amor de Carmina me va a matar...".
Rosa Carmina reveló: Aprendí a bailar joropo, llevaba maracas en las sandalias y en el piso echaron azúcar para marcar el ritmo.